# قرار مجلس الأمن التابع للأمم المتحدة رقم 1951
قرار مجلس الأمن التابع للأمم المتحدة رقم 1951، المتخذ بالإجماع في 24 نوفمبر 2010، بعد التذكير بالقرارات السابقة بشأن الوضع في كوت ديفوار (ساحل العاج) والمنطقة دون الإقليمية، أذن المجلس بإعادة نشر الدعم مؤقتًا من بعثة الأمم المتحدة في ليبيريا إلى عملية الأمم المتحدة في كوت ديفوار لمدة أربعة أسابيع.
وكان المجلس قد تلقى رسالة من الأمين العام بان كي مون بخصوص جولة الإعادة للانتخابات الرئاسية في 28 نوفمبر 2010. وأشار إلى أحكام القرار 1609 (2005) التي تنص على التعاون بين بعثات حفظ السلام التابعة للأمم المتحدة.
مع التسليم بضرورة دعم بعثة الأمم المتحدة في ليبريا في تنفيذ ولايتها في ليبريا والتهديد الذي تشكله الحالة في كوت ديفوار للمنطقة دون الإقليمية، أذن المجلس، متصرفا بموجب الفصل السابع من ميثاق الأمم المتحدة، بإعادة الانتشار المؤقت لمروحيتين عسكريتين وثلاث سرايا مشاة من بعثة الأمم المتحدة في ليبريا إلى عملية الأمم المتحدة في كوت ديفوار لتوفير الأمن للانتخابات لمدة لا تزيد عن أربعة أسابيع. ويأتي هذا الانتشار بالإضافة إلى 500 جندي إضافي تم إرسالهم للمساعدة الأمنية خلال فترة الانتخابات.